# Junonia mevaria
Junonia mevaria är en fjärilsart som beskrevs av Hans Fruhstorfer 1904. Junonia mevaria ingår i släktet Junonia och familjen praktfjärilar. Inga underarter finns listade i Catalogue of Life.